# Szélescsőrű todi
A szélescsőrű todi (Todus subulatus) a madarak (Aves) osztályának szalakótaalakúak (Coraciiformes) rendjébe és a todifélék (Todidae) családjába tartozó faj.

## Rendszerezése
A fajt George Robert Gray angol ornitológus írta le 1847-ben.

## Előfordulása
Hispaniola szigetén, a Dominikai Köztársaság és Haiti területén honos. Természetes élőhelyei a  szubtrópusi és trópusi síkvidéki és hegyi esőerdők, mangroveerdők, száraz erdők, füves puszták és cserjések, valamint ültetvények. Állandó, nem vonuló faj.

## Megjelenése
Testhossza körülbelül 12 centiméter.
|  |

## Életmódja
Rovarokkal táplálkozik.

## Természetvédelmi helyzete
Az elterjedési területe elég nagy, egyedszáma viszont csökken, de még nem éri el a kritikus szintet. A Természetvédelmi Világszövetség Vörös listáján nem fenyegetett fajként szerepel.